# Alemanha-Turquia em futebol
Esta lista de jogos de futebol é uma visão geral de todos os jogos oficiais de futebol entre as seleções da Alemanha e Turquia. Os países jogaram juntos vinte vezes até hoje.

## Histórico
Histórico do confronto entre Alemanha e Turquia no futebol profissional, categoria masculino:
| Data                   | Cidade            | País               | Jogo                         | Resultado | Competição                     | Referências |
| 17 de junho de 1951    | Berlim Ocidental  | Alemanha Ocidental | Alemanha Ocidental - Turquia | 1-2       | jogo amigável                  | [ 1 ]       |
| 21 de novembro de 1951 | Istambul          | Turquia            | Turquia - Alemanha Ocidental | 0-2       | jogo amigável                  | [ 2 ]       |
| 17 de junho de 1954    | Berna             | Suíça              | Alemanha Ocidental - Turquia | 4-1       | Copa do Mundo FIFA de 1954     | [ 3 ]       |
| 23 de junho de 1954    | Zurique           | Suíça              | Alemanha Ocidenal - Turquia  | 7-2       | Copa do Mundo FIFA de 1954     | [ 4 ]       |
| 28 de setembro de 1963 | Frankfurt am Main | Alemanha Ocidental | Alemanha Ocidental - Turquia | 3-0       | jogo amigável                  | [ 5 ]       |
| 12 de outubro de 1966  | Ancara            | Turquia            | Turquia - Alemanha Ocidental | 0-2       | jogo amigável                  | [ 6 ]       |
| 17 de outubro de 1970  | Colônia           | Alemanha Ocidental | Alemanha Ocidental - Turquia | 1-1       | Qualifiçacões Para o Euro 1972 | [ 7 ]       |
| 25 de abril de 1971    | Istambul          | Turquia            | Turquia - Alemanha Ocidental | 0-3       | Qualifiçacões Para o Euro 1972 | [ 8 ]       |
| 20 de dezembro de 1975 | Istambul          | Turquia            | Turquia - Alemanha Ocidental | 0-5       | jogo amigável                  | [ 9 ]       |
| 1 de abril de 1979     | Esmirna           | Turquia            | Turquia - Alemanha Ocidental | 0-0       | Qualifiçacões Para o Euro 1980 | [ 10 ]      |
| 22 de dezembro de 1979 | Gelsenkirchen     | Alemanha Ocidental | Alemanha Ocidental - Turquia | 2-0       | Qualifiçacões Para o Euro 1980 | [ 11 ]      |
| 23 de abril de 1983    | Esmirna           | Turquia            | Turquia - Alemanha Ocidental | 0-3       | Qualifiçacões Para o Euro 1984 | [ 12 ]      |
| 26 de outubro de 1983  | Berlim Ocidental  | Alemanha Ocidental | Alemanha Ocidental - Turquia | 5-1       | Qualifiçacões Para o Euro 1984 | [ 13 ]      |
| 30 de maio de 1992     | Gelsenkirchen     | Alemanha           | Alemanha - Turquia           | 1-0       | jogo amigável                  | [ 14 ]      |
| 10 de outubro de 1998  | Bursa             | Turquia            | Turquia - Alemanha           | 1-0       | Qualificações para o Euro 2000 | [ 15 ]      |
| 9 de outubro de 1999   | Munique           | Alemanha           | Alemanha -Turquia            | 0-0       | Qualificações para o Euro 2000 | [ 16 ]      |
| 8 de outubro de 2005   | Istambul          | Turquia            | Turquia - Alemanha           | 2-1       | jogo amigável                  | [ 17 ]      |
| 25 de junho de 2008    | Basileia          | Suíça              | Alemanha - Turquia           | 3-2       | Euro 2008                      | [ 18 ]      |
| 8 de outubro de 2010   | Berlim            | Alemanha           | Alemanha - Turquia           | 3-0       | Qualificações para o Euro 2012 | [ 19 ]      |
| 7 de outubro de 2011   | Istambul          | Turquia            | Turquia - Alemanha           | 1-3       | Qualificações para o Euro 2012 | [ 20 ]      |

## Estatísticas
- Atualizado até 14 de outubro de 2018 [21]

| Equipe   | Jogos | Vitórias | Empates | Gols marcados |
| -------- | ----- | -------- | ------- | ------------- |
| Alemanha | 20    | 14       | 3       | 49            |
| Turquia  | 20    | 3        | 3       | 13            |

### Números por competição
| Competição                                         | Jogos | Vitórias da Alemanha | Empates | Vitórias da Turquia | Gols da Alemanha | Gols da Turquia |
| -------------------------------------------------- | ----- | -------------------- | ------- | ------------------- | ---------------- | --------------- |
| Jogo Amistoso                                      | 7     | 5                    | 0       | 2                   | 15               | 4               |
| Eliminatórias Para da Copa do Mundo                | 0     | 0                    | 0       | 0                   | 0                | 0               |
| Campeonato Europeu de Futebol                      | 1     | 1                    | 0       | 0                   | 3                | 2               |
| Eliminatórias Para o Campeonato Europeu de Futebol | 10    | 6                    | 3       | 1                   | 20               | 4               |
| Copa do Mundo                                      | 2     | 2                    | 0       | 0                   | 11               | 3               |
| Total                                              | 20    | 14                   | 3       | 3                   | 49               | 13              |